# Зутис, Ян Яковлевич
Ян Я́ковлевич Зу́тис (латыш. Jānis Zutis; 16 августа 1893, Фридрихштадтский уезд, Курляндская губерния — 28 июня 1962 Юрмала, Латвийская ССР) — советский латвийский историк. Академик АН Латвийской ССР (1951), член-корреспондент АН СССР по Отделению исторических наук (1953).

## Биография
Родился в семье батрака Екаба (Якова) Зутиса в селе Калнини Фридрихштадтского уезда Курляндской губернии на территории нынешней Серенской волости Айзкраукльского края Латвии. Как вспоминал Я. Я. Зутис в автобиографии, «родители мои никогда не имели земли или недвижимой собственности, а заработок их оказывался недостаточным для существования семьи». Поэтому мальчик с 11 лет (1904 г.) начал наниматься к состоятельным крестьянам пастухом. В зимние месяцы он учился в Серенском волостном училище, а по его окончании поступил в Фридрихштадтское высшее начальное училище, где ему была выделена казенная стипендия.
В 1911—1915 гг. Зутис состоял в РСДРП Латышского края.
В сентябре 1915 г. Зутис был призван в Русскую армию как ратник II разряда и после непродолжительного обучения в 99-м западном пехотном полку в г. Пензе направлен на фронт в составе 30-го Сибирского стрелкового полка. В марте 1916 г. во время сражения на берегу озера Нарочь получил тяжёлое ранение и контузию. Более года лечился в московских госпиталях и в ноябре 1917 г. был комиссован и зачислен на пенсию. После демобилизации проживал в общежитии военных инвалидов в Москве, получая, по его собственным словам, «полное содержание от Наркомсобеса». До 1920 г. продолжал лечение амбулаторно и одновременно с 1918 года занимался в Московском городском народном университете имени А. Л. Шанявского.
В 1920 году поступил и в 1924 г. окончил факультет общественных наук Московского университета. В студенческие годы посещал семинары по истории России (академик М. М. Богословский), по истории Древнего мира (профессор И. Г. Франк-Каменецкий), истории Средних веков (профессор, впоследствии академик Д. М. Петрушевский), истории социализма и Нового времени (профессор, впоследствии академик В. П. Волгин).
В марте 1924 г. В. П. Волгин рекомендовал способного выпускника в аспирантуру Института истории Российской ассоциации научно-исследовательских институтов общественных наук (РАНИОН). Поначалу Зутис изучал историю Германии и аграрную историю Западной Европы, интенсивно изучая иностранные языки: позднее он указывал, что помимо родного латышского, читает на немецком, английском, французском, датском и шведском языках.
С 1925 г. Зутис начал изучать архивные фонды Москвы по истории народов Восточной Прибалтики, постепенно накапливая материал для своих научных трудов.
В период учёбы в аспирантуре Я. Я. Зутис по совместительству работал лаборантом, библиотекарем, затем научным сотрудником Историко-этнологического кабинета МГУ. На это же время приходятся первые научные публикации историка, началось его сотрудничество с редакцией первого издания Большой советской энциклопедии, для которой он подготовил ряд статей.
В мае 1929 года Зутис окончил аспирантуру, а в декабре по распоряжению Наркомата просвещения РСФСР направлен на должность доцента и заведующего кафедрой всеобщей истории в Воронежский госуниверситет. После выделения педагогического факультета университета в самостоятельный Воронежский государственный педагогический институт Я. Я. Зутис перешёл туда на ту же должность, где трудился до конца 1936/37 учебного года.
В 1937 году он вернулся в Москву и перешёл на работу в издательство «Советская энциклопедия» на должность старшего научного редактора по отделу Средних веков.
В 1938—1941 годах — доцент кафедры истории Средних веков, и. о. профессора Московского института философии, литературы и истории.
В мае 1938 г. Учёный совет МГУ присвоил Зутису степень кандидата исторических наук по совокупности работ без защиты диссертации.
В 1940—1949 г.г. научный сотрудник института истории АН СССР.
С 1937/38 учебного года Зутис — Московского института философии, истории и литературы (МИФЛИ), где работал до эвакуации института в 1941 г.
Осенью 1941 г. Я. Я. Зутис в числе многих других москвичей был мобилизован на строительство оборонительных сооружений под г. Малоярославцем на Можайской линии обороны.
В конце 1941 года вместе с другими сотрудниками института был отправлен в эвакуацию в Алма-Ату и до 1943 года одновременно с научной работой преподавал в Алма-Атинском педагогическом институте.
По возвращении в Москву читал лекции в Московском областном педагогическом институте.
В 1945 году становится доцентом и заведующим кафедрой истории, профессором (с 1947) Латвийского государственного университета.
В июне 1946 г. решением Президиума АН СССР историку присвоено звание старшего научного сотрудника. Тогда же опубликована его фундаментальная монография «Остзейский вопрос в XVIII веке» (40 печатных листов), на основании которой 30 сентября 1946 г. Учёный совет Института истории АН СССР присвоил Зутису учёную степень доктора исторических наук без защиты диссертации. В научном отчёте по итогам своего труда 5 июня 1947 г. Зутис указал: «подвергая критике господствующие в немецкой дворянской и латышской буржуазной историографии концепции, я прихожу к выводам, что присоединение в XVIII в. Прибалтики к России было прогрессивным явлением в истории латышского и эстонского народов».
С 1947 года Я. Я. Зутис совмещал работу в московском Институте истории АН СССР с руководством сектором древней и средневековой истории института истории АН Латвийской ССР (созданного в 1946).
В июне 1947 г. решением Высшей аттестационной комиссии он утверждён профессором ЛГУ по кафедре истории средних веков.
В 1949 г. постановлением Президиума АН СССР Зутис направлен в Ригу на постоянную работу в качестве заведующего сектором древней и средневековой истории Латвии в Институте истории и материальной культуры Академии наук Латвийской ССР. Он оставался старшим научным сотрудником Института истории на полставки и одновременно заведовал кафедрой всеобщей истории ЛГУ.
В 1951 г. Я. Я. Зутис стал действительным членом созданной в Советской Латвии Академии наук.
В сентябре 1953 г. Ученый Совет Института истории АН СССР выдвинул латвийского академика кандидатом в члены-корреспонденты АН СССР по специальности «История СССР и археология», его избрание состоялось 23 октября 1953 г..
В сентябре 1955 г. решением Президиума АН СССР Зутис направлен на X Конгресс историков в Риме, в июне 1958 г. он посетил Францию для участия в международном историческом коллоквиуме.
В 1952—1959 годах Я. Я. Зутис вместе с академиками Я. П. Крастынем и К. Страздынем возглавлял редакционный коллектив трёхтомной «Истории Латвийской ССР».
Академик скончался 28 июня 1962 года в Юрмале, похоронен в Риге на кладбище Райниса.

## Общественная деятельность
Депутат Верховного Совета Латвийской ССР 3-го и 4-го созывов (1951—1962) и член Президиума Верховного Совета Латвийской ССР (с 1959).
Я. Я. Зутис был незаурядным лектором и популяризатором науки, выступал в разных аудиториях с лекциями на историко-политические темы.
Был членом Латвийского республиканского Комитета защиты мира.

## Награды и звания
- орден Ленина (05.04.1954).
- 2 ордена Трудового Красного Знамени.
- медали.
- Лауреат Сталинской премии в области науки (1950) — за научный труд «Остзейский вопрос в XVIII веке» (1946).
- Заслуженный деятель науки Латвийской ССР (1953).

## Основные труды
Я. Я. Зутис изучал аграрную историю Латвии XVIII и первой половины XIX века, Остзейский вопрос и его историографию.
В 1930-е годы Зутис написал многочисленные главы для вузовского учебника по истории Средних веков, по истории СССР и многотомников по русской и всемирной истории, подготовленных к печати Институтом истории АН СССР. В этот период он написал кандидатскую диссертацию «Система поземельного обложения и крепостное хозяйство в Лифляндии первой половины XVIII в.» (212 страниц машинописного текста с приложениями на немецком языке).
В 1937 г. вышел ряд статей Зутиса в журнале «Историк-марксист» и «Историческом журнале», тогда же в Москве была издана его первая монография «Политика царизма в Прибалтике в первой половине XVIII в.», подготовленная «по планам Института Национальностей» (то есть Научно-исследовательского института национальностей ЦИК СССР, позднее — Института языка и письменности народов СССР).
С апреля 1960 г. по октябрь 1961 г. Я. Я. Зутис состоял членом редколлегии журнала «Вопросы истории».
- Политика царизма в Прибалтике в первой половине XVIII века (1937).
- Остзейский вопрос в XVIII веке (1946). 648 с. Академия наук Латвийской ССР, Институт истории и истории материальной культуры.
- Очерки по историографии Латвии. Часть 1, Прибалтийско-немецкая историография (1949).

## Семья
Супруга — старая большевичка Минна Рейновна Земитан (1895—1975, в партии с 1912 года).
Дочь — Зента Яновна Тальвирская (05.06.1924 — 14.03.2015), старший литературный редактор редакции исторической литературы издательства «Прогресс», исследователь национально-освободительного движения в Польше XIX в. У Зенты Яновны было двое детей.